# Ревуцький Валер'ян Дмитрович
Валер'я́н Дми́трович Реву́цький (1 червня 1910, Київ — 23 грудня 2010, Ванкувер, Канада) — український театрознавець, педагог і театральний критик. Іноземний дійсний член (академік) Національної академії мистецтв України (2001), заслужений діяч мистецтв України (2002), лауреат літературно-мистецької премії ім. І. Котляревського (1995).
Дійсний член Наукового товариства ім. Т. Шевченка у США, Української вільної академії наук у США і в Канаді, член Канадської асоціації славістів. Член Об'єднання українських письменників «Слово».

## Біографія
Син музикознавця Дмитра Ревуцького, племінник композитора Левка Ревуцького, хресник літературознавця Сергія Маслова.
Закінчив Московський театральний інститут (1941). У 1942—1943 мистецький керівник театру-студії «Ґроно» у Києві, 1941—1942 викладач історії українського театру в Києві (Музично-драматична консерваторія), 1943 — 1944 у Львові (Театральна Студія при Інституті Народної Творчості).
З 1944 перебуває за межами України: спочатку в Італії, потім у Великій Британії.
З 1950 постійно проживає в Канаді.
1956 — закінчив магістратуру Торонтського університету.
Від 1960 до 1976 професор славістики в Університеті Британської Колумбії (Ванкувер).
1976—1979 професор славістики в Університеті м. Вікторія (Канада).

## Праці
Розвідки і статті з історії театру і драми в українських, російських та англійських журналах.
Автор праць «П'ять великих українських авторів» (1955), «В орбіті
світового театру» (1995), «Віра Левицька: життя і сцена» (1998), «По
обрію життя: спогади» (1998), «Заграва: кілька слів про театр» (2000), «П'єси М. Куліша», «Коротка історія українського театру», літературознавчої студії «The Prophetic Madman: The People's Malakhij» (1956) та ін.
Твори:
- Кілька фактів з історії СМУ-у // Молода Україна. Часопис української демократичної молоді. — 1951, ч. 1, с.4-6; 1952, ч. 3, с. 3-7.
- «П'ять великих акторів української сцени». — Париж: видання Першої української друкарні у Франції. Накладом Української Національної Єдности у Франції. — 1955.
- «П'ять великих акторів української сцени» (Париж, 1995),
- «Нескорені березільці Йосип Гірняк і Олімпія Добровольська». — Нью-Йорк: Об'єднання українських письменників «Слово». — 1985. — 201 с.
- Ще до справи зняття Танюка. 1988.
- «Лесь Курбас у театральній діяльності в оцінках сучасників» (Балтімор—Торонто, 1989),
- «В орбіті світового театру (про В. Блаватського)». (Київ—Харків — Нью-Йорк: видавництво М. Коця. — 1995),
- "Віра Левицька: Життя і сцена. — Торонто-Нью-Йорк: Об'єднання українських письменників «Слово». — 1998. — 269 с.
- «По обрію життя: Спогади. Передмова Валерія Шевчука, післямова Ігоря Михайлина». — Київ: Час. Серія Українська модерна література — 1998. — 344 с.